# 阿農德·雅各布
阿農德·雅各布（瑞典語：Anund Jakob；1008年7月25日—1050年），烏普薩拉王朝的開創者勝利者埃里克的孫子、奧洛夫·舍特康努格的兒子，瑞典國王（1022年至1050年在位）。根據西約塔蘭法的記載，阿農德·雅各布的別名為「燒煤者」，因為他喜歡放火焚燒敵人的屋。

## 生平
1014年，丹麥及挪威國王八字鬍斯文逝世，他的繼承人奧拉夫二世從新將斯文死後分裂的挪威統一並於1015年成為挪威國王。奧拉夫二世與父親奧洛夫重新挑起兩國戰爭。兩國都有人想促使二人和解。瑞典貴族及挪威的使者在議會中要求奧洛夫將女兒格戈爾德嫁給奧拉夫二世以作為兩國和解，並威脅要殺死奧洛夫以換取和平。但是奧洛夫卻將女兒格戈爾德嫁給基輔大公智者雅羅斯拉夫。1019年瑞典貴族迫使奧洛夫將阿農德·雅各布選為共治者以分散奧洛夫的權力，並暗中將奧洛夫的私生女阿斯特里德嫁給奧拉夫二世以作為兩國的和解。因為他的名字雅各布並非斯堪的納維亞名字而在議會選舉中有人反對他成為共治者，並於1022年在父親去世後成為瑞典國王。
1020年及1030年代，為了斯堪的納維亞的權力平衡，阿農德·雅各布支持挪威國王奧拉夫二世及馬格努斯一世對抗丹麥國王克努特大帝，並於1026年的黑爾格河海戰中聯合打敗克努特大帝。
阿農德·雅各布於1050年逝世，由同父異母的兄長厄蒙德·斯萊姆（老人厄蒙德）繼承王位。